# Parafia św. Anny w Kobylnikach
Parafia pw. Świętej Anny w Kobylnikach – parafia rzymskokatolicka należąca do dekanatu wyszogrodzkiego, diecezji płockiej, metropolii warszawskiej. Powstała prawdopodobnie w drugiej połowie XIV wieku. 
Funkcję kościoła parafialnego pełni kościół pw. św. Anny w Kobylnikach.

## Proboszczowie
- ks. mgr Ryszard Błaszkowski (2020– )[2]